# Tsuchika Shimoyamada
Tsuchika Shimoyamada (Prefettura di Ibaraki, 8 luglio 1994) è un lottatore giapponese, specializzato nella lotta greco-romana.

## Biografia
Ha frequentato la Nippon Sport Science University di Tokyo. Si è laureato campione continentale ai campionati asiatici di Almaty 2021, dopo aver superato il kazako Almat Kebispayev in finale.
Si è ritirato dalla carriera agonistica il 7 ottobre 2021, al termine dei mondiali di Oslo 2021, dove si è classificato ventiduesimo dopo essere stato estromesso al tabellone principale dall'iraniano Mohammad Reza Geraei, vincitore del torneo, e dall'azero Hasrat Jafarov ai ripescaggi.

## Palmarès
| Anno | Manifestazione      | Sede        | Evento | Risultato | Note |
| ---- | ------------------- | ----------- | ------ | --------- | ---- |
| 2016 | Campionati asiatici | Bangkok     | 66 kg  | 8º        |      |
| 2018 | Campionati asiatici | Biškek      | 67 kg  | Argento   |      |
| 2018 | Giochi asiatici     | Giacarta    | 67 kg  | 11º       |      |
| 2018 | Mondiali            | Budapest    | 67 kg  | 9º        |      |
| 2020 | Campionati asiatici | Nuova Delhi | 67 kg  | 5º        |      |
| 2021 | Campionati asiatici | Almaty      | 67 kg  | Oro       |      |
| 2021 | Mondiali            | Oslo        | 67 kg  | 22º       |      |

## Altre competizioni internazionali
2016
- Bronzo nei 66 kg nella Wladyslaw Pytlasinski ( Spala)

2017
- Oro nei 66 kg al Memorial Internazionale Dave Schultz ( Colorado Springs)
- Oro nei 67 kg al Memorial Internazionale Dave Schultz ( Colorado Springs)

2018
- 11º nei 67 kg al Torneo Dan Kolov - Nikola Petrov ( Sofia)
- 5º nei 67 kg al Torneo RS - Vehbi Emre & Hamit Kaplan ( Istanbul)

2019
- Bronzo nei 67 kg al RS - Grand Prix of Hungary ( Győr)
- 16º nei 67 kg al Torneo Dan Kolov - Nikola Petrov ( Ruse)
- 19º nei 67 kg al Torneo RS - Oleg Karavaev ( Minsk)

## Campionati nazionali
2018
- Oro  nei 67 kg all'All-Japan Invitational Championships
- Argento  nei 67 kg ai Campionati giapponesi

2019
- Argento  nei 67 kg ai Campionati giapponesi

2020
- Oro  nei 67 kg ai Campionati giapponesi